# Độc tài trọn đời

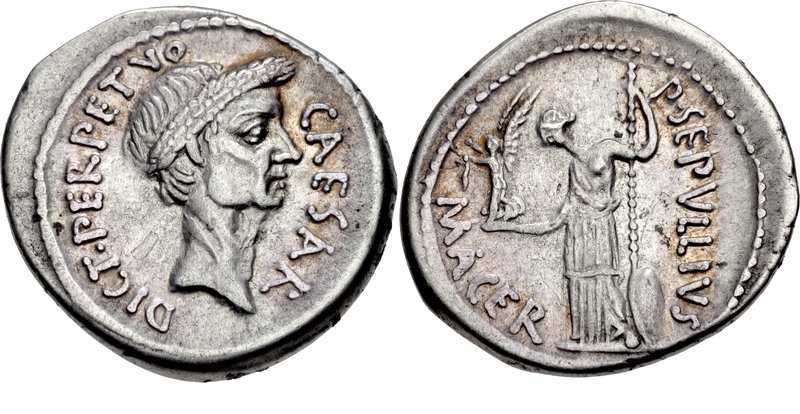
Đồng Denarius do P. Sepullius Macer đúc có hình Julius Caesar trên một mặt. Dòng chữ trên mặt có hình Caesar viết độc tài trọn đời caesar

Độc tài trọn đời (Latinh: Dictator perpetuo, hoặc Dictator in perpetuum) là danh hiệu của Julius Caesar ngay trước khi ông qua đời. Ông được trao danh hiệu này trong khoảng thời gian giữa ngày 26 tháng 01 và 15 tháng 02 năm 44 TCN, không lâu trước khi bị ám sát vào ngày 15 tháng 3. Với việc bãi bỏ giới hạn thời gian một Độc tài La Mã có thể nắm quyền, Caesar khiến chức vị này trở nên gần giống với Vua La Mã.

## Lịch sử
Julius Caesar giữ vị trí độc tài trong 07 ngày vào năm 49 TCN và trong các năm 48/47 TCN. Vào năm 46 TCN, ông tiếp tục được bầu làm độc tài với nhiệm kỳ 10 năm. Trong khoảng thời gian từ tháng 01 đến tháng 02 năm 44 TCN, ông được tôn là độc tài trọn đời, nhưng bị ám sát chưa đầy 02 tháng sau đó (Ides of March).
Stefan Weinstock cho rằng chế độ độc tài trọn đời là một phần nội dung trong các sắc lệnh của Viện Nguyên lão để tôn vinh Caesar, cũng như nằm trong kế hoạch của Caesar nhằm thần thánh hóa bản thân thành Thần thiêng Julius (Divus Iulius), hướng đến vĩnh hằng và thần tính.